# Fissicepheus nakanei
Fissicepheus nakanei är en kvalsterart som beskrevs av Aoki 1986. Fissicepheus nakanei ingår i släktet Fissicepheus och familjen Tetracondylidae. Inga underarter finns listade i Catalogue of Life.